# Xinggang
Xinggang (kinesiska: 兴港, 兴港镇) är en köping i Kina. Den ligger i den autonoma regionen Guangxi, i den södra delen av landet, omkring 180 kilometer sydost om regionhuvudstaden Nanning. Antalet invånare är 41533. Befolkningen består av 19 679 kvinnor och 21 854 män. Barn under 15 år utgör 20,0 %, vuxna 15-64 år 69 %, och äldre över 65 år 10,0 %.
Genomsnittlig årsnederbörd är 2 313 millimeter. Den regnigaste månaden är augusti, med i genomsnitt 486 mm nederbörd, och den torraste är februari, med 22 mm nederbörd.